# Garri

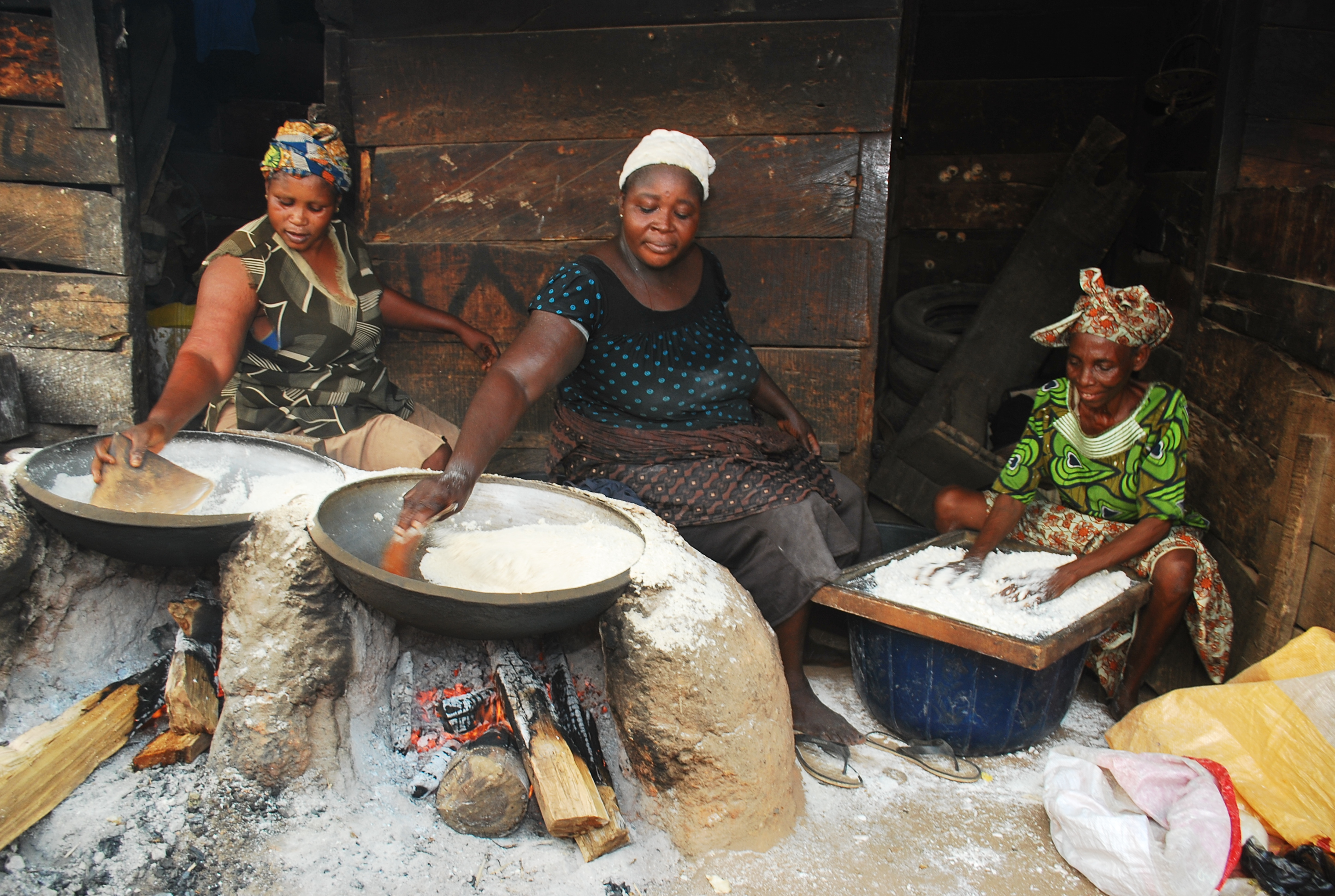
Garri (Nigeria)

Garri albo gari – popularny zachodnioafrykański rodzaj żywności robiony z bulw manioku zwanej częściej kassawa. Słowo gari używane jest głównie w Nigerii (szczególnie przez ludzi Joruba) i w Ghanie.